# Џон Ејмос
Џон Ален Ејмос Млађи (енгл. John Allen Amos Jr.; Њуарк, 27. децембар 1939 — Лос Анђелес, 21. август 2024) био је амерички филмски, позоришни и телевизијски глумац.
Познат је по улози Џејмса Еванса у телевизијској серији ЦБС-а, Good Times, у којој се појављивао од 1974. до 1976. године.
Међу осталим запаженим Ејмосовим улогама су учешће у ТВ серији Мери Тајлер Мур Шоу, мини серији Корени (номинован за награду Еми) и улога адмирала Персија Фицвалса у телевизијској серији Западно крило.
Џон је такође глумио Клео Макдауела, власника ланца ресторана брзе хране у хит комедији из касних 1980-их Принц открива Америку и Принц открива Америку 2, капетана Мајснера Иза браве, оца Вила Смита у ситкому Принц из Бел Ера и мајора Гранта у Умри мушки 2. Такође је тражен глумац на Бродвеју, где се често појављује на сцени. Године 2009. Ејмос је објавио музички албум. 